# Specie di Liocranidae
Di seguito sono descritte tutte le 271 specie della famiglia di ragni Liocranidae note al giugno 2014

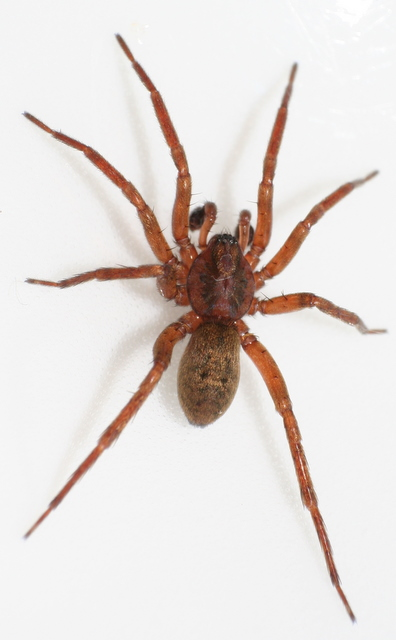
Agroeca brunnea, maschio

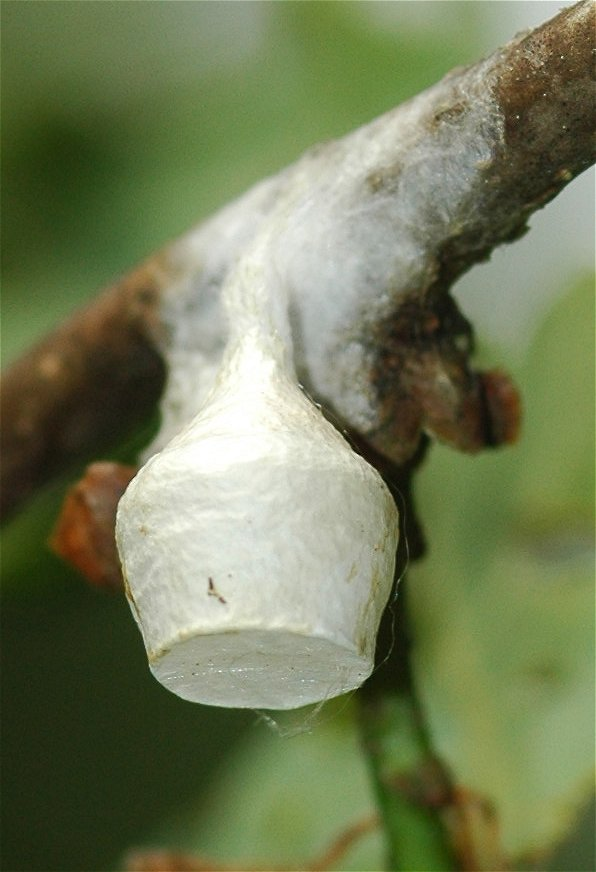
Agroeca brunnea, tela a sacco

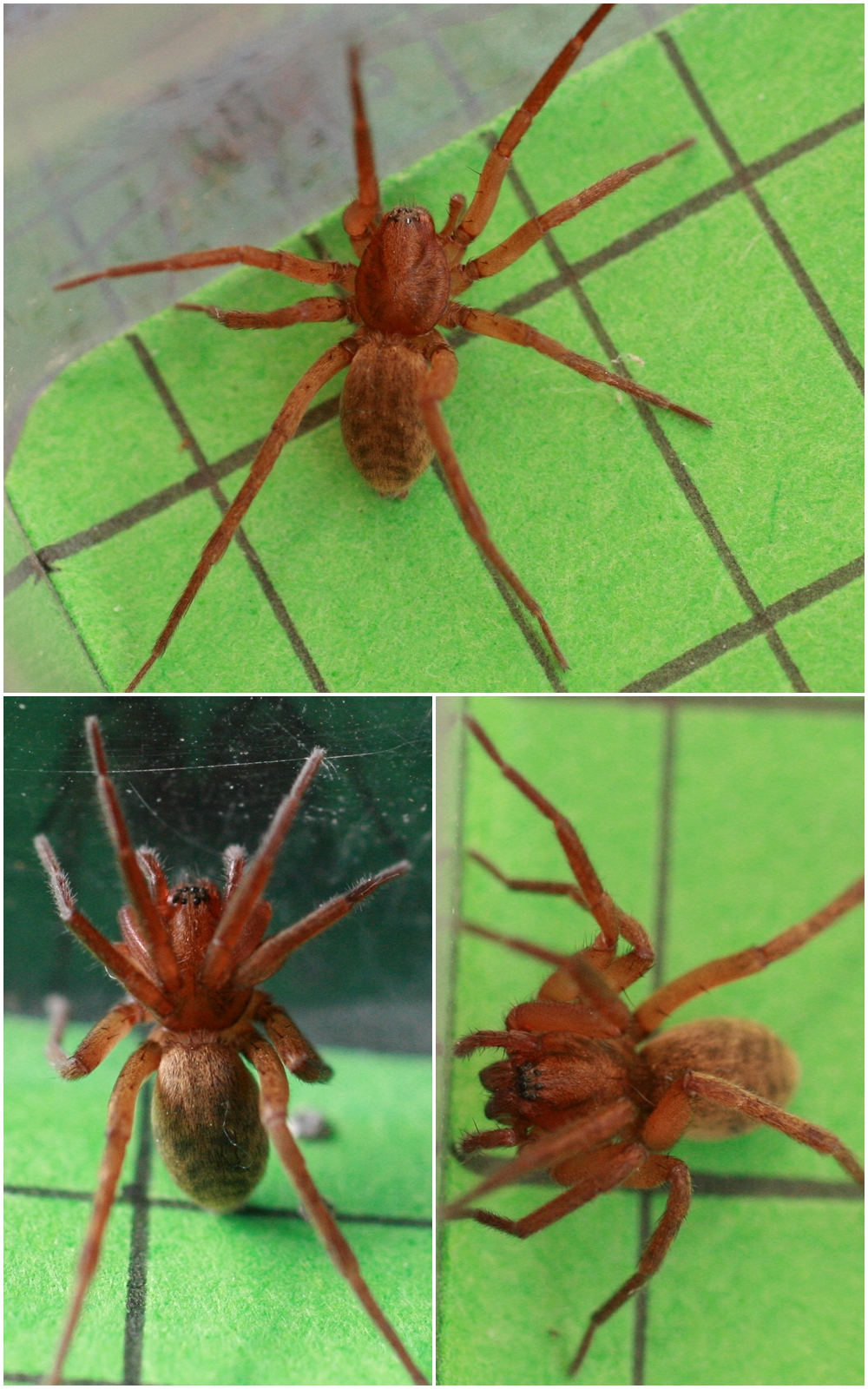
Agroeca sp.

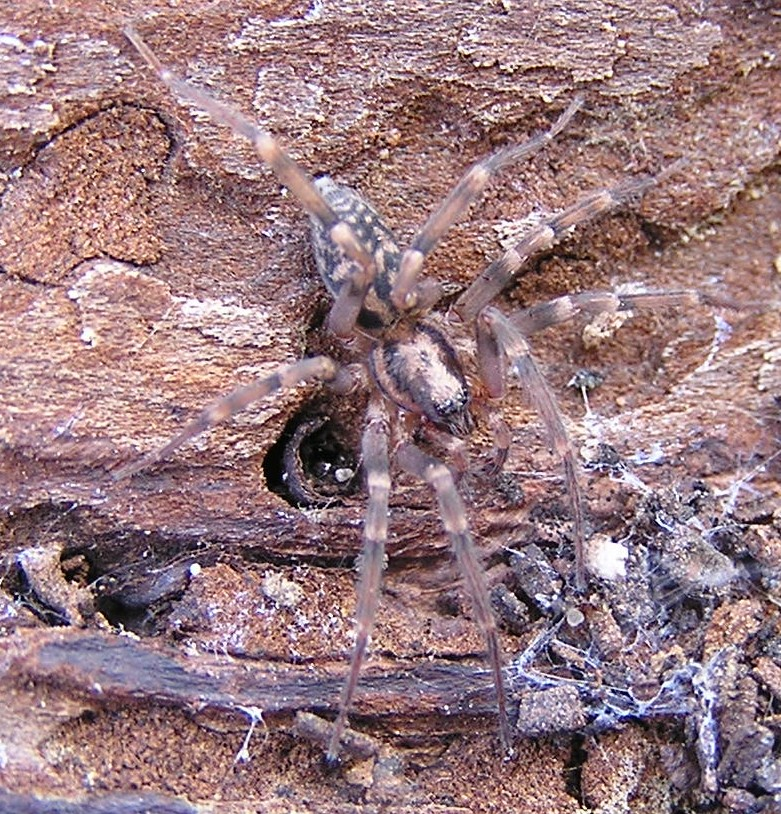
Liocranum rupicola

## Agraecina
Agraecina Simon, 1932
- Agraecina canariensis Wunderlich, 1992 — Isole Canarie
- Agraecina cristiani (Georgescu, 1989) — Romania
- Agraecina hodna Bosmans, 1999 — Algeria
- Agraecina lineata (Simon, 1878) — Mediterraneo occidentale
- Agraecina rutilia (Simon, 1897) — Sierra Leone

## Agroeca
Agroeca Westring, 1861
- Agroeca agrestis Ponomarev, 2007 - Kazakistan
- Agroeca annulipes Simon, 1878 — Spagna, Corsica, Sardegna, Marocco, Algeria
- Agroeca bonghwaensis Seo, 2011 — Corea
- Agroeca brunnea (Blackwall, 1833) — Regione paleartica
- Agroeca coreana Namkung, 1989 — Russia, Corea, Giappone
- Agroeca cuprea Menge, 1873 — dall'Europa all'Asia centrale
- Agroeca debilis O. P.-Cambridge, 1885 — Yarkand (Cina)
- Agroeca dentigera Kulczynski, 1913 — Europa, Russia
- Agroeca dubiosissima (Strand, 1908) — Perù
- Agroeca flavens O. P.-Cambridge, 1885 — Yarkand (Cina)
- Agroeca gangotrae Biswas & Roy, 2008 — India
- Agroeca guttulata Simon, 1897 — Asia centrale
- Agroeca inopina O. P.-Cambridge, 1886 — Europa, Algeria
- Agroeca kamurai Hayashi, 1992 — Giappone
- Agroeca kastoni Chamberlin & Ivie, 1944 — USA
- Agroeca lusatica (L. Koch, 1875) — dall'Europa al Kazakistan
- Agroeca maculata L. Koch, 1879 — Russia, Kazakistan
- Agroeca maghrebensis Bosmans, 1999 — Marocco, Algeria, Tunisia
- Agroeca makarovae Esyunin, 2008 — Russia
- Agroeca minuta Banks, 1895 — USA
- Agroeca mongolica Schenkel, 1936 — Mongolia, Cina, Corea
- Agroeca montana Hayashi, 1986 — Cina, Giappone
- Agroeca ornata Banks, 1892 — USA, Canada, Alaska, Russia
- Agroeca parva Bosmans, 2011 — Grecia
- Agroeca pratensis Emerton, 1890 — USA, Canada
- Agroeca proxima (O. P.-Cambridge, 1871) — Europa, Russia
- Agroeca spinifera Kaston, 1938 — USA
- Agroeca trivittata (Keyserling, 1887) — USA

## Andromma
Andromma Simon, 1893
- Andromma aethiopicum Simon, 1893 — Etiopia
- Andromma anochetorum Simon, 1910 — Congo, Africa orientale
- Andromma bouvieri Fage, 1936 — Kenya
- Andromma raffrayi Simon, 1899 — Sudafrica
  - Andromma raffrayi inhacorense Lessert, 1936 — Mozambico

## Apostenus
Apostenus Westring, 1851
- Apostenus algericus Bosmans, 1999 — Algeria
- Apostenus annulipedes Wunderlich, 1987 — Isole Canarie
- Apostenus annulipes Caporiacco, 1935 — Karakorum
- Apostenus californicus Ubick & Vetter, 2005 — USA
- Apostenus ducati Bennett, Copley & Copley, 2013 — USA, Canada
- Apostenus fuscus Westring, 1851 — Europa
- Apostenus gomerensis Wunderlich, 1992 — Isole Canarie
- Apostenus grancanariensis Wunderlich, 1992 — Isole Canarie
- Apostenus humilis Simon, 1932 — Francia
- Apostenus maroccanus Bosmans, 1999 — Marocco
- Apostenus ochraceus Hadjissarantos, 1940 — Grecia
- Apostenus palmensis Wunderlich, 1992 — Isole Canarie

## Arabelia
Arabelia Bosselaers, 2009
- Arabelia pheidoleicomes Bosselaers, 2009 — Grecia

## Argistes
Argistes Simon, 1897
- Argistes africanus Simon, 1910 — Namibia
- Argistes seriatus (Karsch, 1891) — Sri Lanka
- Argistes velox Simon, 1897 — Sri Lanka

## Coryssiphus
Coryssiphus Simon, 1903
- Coryssiphus cinerascens Simon, 1903 —Sudafrica
- Coryssiphus praeustus Simon, 1903 — Sudafrica
- Coryssiphus unicolor Simon, 1903 — Sudafrica

## Cteniogaster
Cteniogaster Bosselaers & Jocqué, 2013
- Cteniogaster conviva Bosselaers & Jocqué, 2013 — Tanzania
- Cteniogaster hexomma Bosselaers & Jocqué, 2013 — Kenya
- Cteniogaster lampropus Bosselaers & Jocqué, 2013 — Tanzania
- Cteniogaster nana Bosselaers & Jocqué, 2013 — Tanzania
- Cteniogaster sangarawe Bosselaers & Jocqué, 2013 — Tanzania
- Cteniogaster taxorchis Bosselaers & Jocqué, 2013 — Tanzania
- Cteniogaster toxarchus Bosselaers & Jocqué, 2013 — Tanzania

## Cybaeodes
Cybaeodes Simon, 1878
- Cybaeodes alicatai Platnick & Di Franco, 1992 — Tunisia
- Cybaeodes avolensis Platnick & Di Franco, 1992 — Sicilia
- Cybaeodes carusoi Platnick & Di Franco, 1992 — Algeria
- Cybaeodes liocraninus (Simon, 1913) — Spagna, Algeria
- Cybaeodes madidus Simon, 1914 — Francia
- Cybaeodes mallorcensis Wunderlich, 2008 — isola di Maiorca
- Cybaeodes marinae Di Franco, 1989 — Italia
- Cybaeodes molara (Roewer, 1960) — Sicilia
- Cybaeodes sardus Platnick & Di Franco, 1992 — Sardegna
- Cybaeodes testaceus Simon, 1878 — Francia, Corsica

## Donuea
Donuea Strand, 1932
- Donuea collustrata Bosselaers & Dierick, 2010 — Madagascar
- Donuea decorsei (Simon, 1903) — Madagascar

## Hesperocranum
Hesperocranum Ubick & Platnick, 1991
- Hesperocranum rothi Ubick & Platnick, 1991 — USA

## Heterochemmis
Heterochemmis F. O. P.-Cambridge, 1900
- Heterochemmis mirabilis (O. P.-Cambridge, 1896) — Messico
- Heterochemmis mutatus Gertsch & Davis, 1940 — Messico

## Jacaena
Jacaena Thorell, 1897
- Jacaena angoonae Dankittipakul, Tavano & Singtripop, 2013 — Thailandia
- Jacaena distincta Thorell, 1897 — Birmania
- Jacaena erawan (Deeleman-Reinhold, 2001) — Thailandia
- Jacaena lunulata Dankittipakul, Tavano & Singtripop, 2013 — Thailandia
- Jacaena mihun Deeleman-Reinhold, 2001 — Thailandia
- Jacaena peculiaris Dankittipakul, Tavano & Singtripop, 2013 — Thailandia
- Jacaena punctata Dankittipakul, Tavano & Singtripop, 2013 — Thailandia
- Jacaena schwendingeri (Deeleman-Reinhold, 2001) — Thailandia
- Jacaena tengchongensis Zhao & Peng, 2013 — Cina
- Jacaena thakek (Jäger, 2007) — Laos
- Jacaena zhui (Zhang & Fu, 2011) — Cina, Thailandia

## Koppe
Koppe Deeleman-Reinhold, 2001
- Koppe armata (Simon, 1896) — Sri Lanka
- Koppe baerti Deeleman-Reinhold, 2001 — Sulawesi
- Koppe calciphila Deeleman-Reinhold, 2001 — Sulawesi
- Koppe doleschalli Deeleman-Reinhold, 2001 — Molucche
- Koppe kinabalensis Deeleman-Reinhold, 2001 — Borneo
- Koppe kuntneri Deeleman-Reinhold, 2001 — Molucche
- Koppe minuta Deeleman-Reinhold, 2001 — Giava, Sumatra
- Koppe montana Deeleman-Reinhold, 2001 — Giava
- Koppe no Deeleman-Reinhold, 2001 — Sulawesi
- Koppe princeps Deeleman-Reinhold, 2001 — Sulawesi
- Koppe radiata (Thorell, 1881) — Nuova Guinea
- Koppe sumba Deeleman-Reinhold, 2001 — Piccole Isole della Sonda
- Koppe tinikitkita (Barrion & Litsinger, 1995) — Filippine

## Laudetia
Laudetia Gertsch, 1941
- Laudetia dominicana Gertsch, 1941 — Dominica
- Laudetia insularis (Petrunkevitch, 1930) — Portorico
- Laudetia portoricensis (Petrunkevitch, 1930) — Portorico

## Liocranoeca
Liocranoeca Wunderlich, 1999
- Liocranoeca emertoni (Kaston, 1938) — USA
- Liocranoeca spasskyi Ponomarev, 2007 — Russia
- Liocranoeca striata (Kulczynski, 1882) — Europa, Russia
  - Liocranoeca striata gracilior (Kulczynski, 1898) — Svizzera, Germania, Ungheria

## Liocranum
Liocranum L. Koch, 1866
- Liocranum apertum Denis, 1960 — Francia
- Liocranum concolor Simon, 1878 — Corsica
- Liocranum erythrinum (Pavesi, 1883) — Etiopia
- Liocranum freibergi Charitonov, 1946 — Uzbekistan
- Liocranum giersbergi Kraus, 1955 — Sardegna
- Liocranum inornatum (L. Koch, 1882) — isola di Maiorca
- Liocranum kochi Herman, 1879 — Ungheria
- Liocranum majus Simon, 1878 — Spagna
- Liocranum nigritarse L. Koch, 1875 — Etiopia
- Liocranum ochraceum L. Koch, 1867 — isola di Corfù
- Liocranum perarmatum Kulczynski, 1897 — Slovenia, Croazia
- Liocranum pulchrum Thorell, 1881 — Nuova Guinea
- Liocranum remotum Bryant, 1940 — Cuba
- Liocranum rupicola (Walckenaer, 1830) — Europa, Russia
- Liocranum segmentatum Simon, 1878 — Francia

## Liparochrysis
Liparochrysis Simon, 1909
- Liparochrysis resplendens Simon, 1909 — Australia occidentale

## Mesiotelus
Mesiotelus Simon, 1897
- Mesiotelus alexandrinus (Simon, 1880) — Egitto
- Mesiotelus annulipes (Kulczynski, 1897) — Ungheria, Penisola balcanica, Turchia
- Mesiotelus cyprius Kulczynski, 1908 — Cipro
- Mesiotelus grancanariensis Wunderlich, 1992 — Isole Canarie
- Mesiotelus kulczynskii Charitonov, 1946 — Asia centrale
- Mesiotelus libanicus (Simon, 1878) — Libano
- Mesiotelus lubricus (Simon, 1880) — Cina
- Mesiotelus maderianus Kulczynski, 1899 — Madeira
- Mesiotelus mauritanicus Simon, 1909 — Mediterraneo
- Mesiotelus pococki Caporiacco, 1949 — Kenya
- Mesiotelus scopensis Drensky, 1935 — Grecia, Bulgaria, Macedonia
- Mesiotelus tenellus (Thorell, 1875) — Italia
- Mesiotelus tenuissimus (L. Koch, 1866) — Europa, Africa settentrionale, Turkmenistan
- Mesiotelus viridis (L. Koch, 1867) — Grecia
- Mesiotelus zonsteini Mikhailov, 1986 — Asia centrale

## Mesobria
Mesobria Simon, 1897
- Mesobria guttata Simon, 1897 — Saint Vincent (Antille)

## Neoanagraphis
Neoanagraphis Gertsch & Mulaik, 1936
- Neoanagraphis chamberlini Gertsch & Mulaik, 1936 — USA, Messico
- Neoanagraphis pearcei Gertsch, 1941 — USA

## Oedignatha
Oedignatha Thorell, 1881
- Oedignatha affinis Simon, 1897 — Sri Lanka
- Oedignatha albofasciata Strand, 1907 — India
- Oedignatha aleipata (Marples, 1955) — isole Samoa
- Oedignatha andamanensis (Tikader, 1977) — Isole Andamane
- Oedignatha barbata Deeleman-Reinhold, 2001 — Thailandia
- Oedignatha bicolor Simon, 1896 — Sri Lanka
- Oedignatha binoyii Reddy & Patel, 1993 — India
- Oedignatha bucculenta Thorell, 1897 — Myanmar
- Oedignatha canaca Berland, 1938 — Nuove Ebridi
- Oedignatha carli Reimoser, 1934 — India
- Oedignatha coriacea Simon, 1897 — Sri Lanka
- Oedignatha dentifera Reimoser, 1934 — India
- Oedignatha escheri Reimoser, 1934 — India
- Oedignatha ferox (Thorell, 1897) — Myanmar
- Oedignatha flavipes Simon, 1897 — Sri Lanka
- Oedignatha gulosa Simon, 1897 — Sri Lanka
- Oedignatha indica Reddy & Patel, 1993 — India
- Oedignatha jocquei Deeleman-Reinhold, 2001 — Thailandia
- Oedignatha lesserti Reimoser, 1934 — India
- Oedignatha major Simon, 1896 — Sri Lanka
- Oedignatha microscutata Reimoser, 1934 — India
- Oedignatha mogamoga Marples, 1955 — Malaysia, Isole Seychelles, Borneo, Samoa
- Oedignatha montigena Simon, 1897 — Sri Lanka
- Oedignatha platnicki Song & Zhu, 1998 — Hong Kong
- Oedignatha poonaensis Majumder & Tikader, 1991 — India
- Oedignatha proboscidea (Strand, 1913) — Sri Lanka
- Oedignatha procerula Simon, 1897 — India
- Oedignatha raigadensis Bastawade, 2006 — India
- Oedignatha retusa Simon, 1897 — Sri Lanka
- Oedignatha rugulosa Thorell, 1897 — Myanmar
- Oedignatha scrobiculata Thorell, 1881 — India, Taiwan, dalle isole Seychelles alle Filippine
- Oedignatha shillongensis Biswas & Majumder, 1995 — India
- Oedignatha sima Simon, 1886 — Thailandia
- Oedignatha spadix Deeleman-Reinhold, 2001 — Sulawesi, Piccole isole della Sonda
- Oedignatha striata Simon, 1897 — Sri Lanka
- Oedignatha tricuspidata Reimoser, 1934 — India
- Oedignatha uncata Reimoser, 1934 — India

## Paratus
Paratus Simon, 1898
- Paratus halabala Zapata & Ramírez, 2010 — Thailandia
- Paratus indicus Marusik, Zheng & Li, 2008 — India
- Paratus longlingensis Zhao & Peng, 2013 — Cina
- Paratus reticulatus Simon, 1898 — Sri Lanka
- Paratus sinensis Marusik, Zheng & Li, 2008 — Cina

## Rhaeboctesis
Rhaeboctesis Simon, 1897
- Rhaeboctesis denotatus Lawrence, 1928 — Angola, Namibia
- Rhaeboctesis equestris Simon, 1897 — Sudafrica
- Rhaeboctesis exilis Tucker, 1920 — Sudafrica
- Rhaeboctesis matroosbergensis Tucker, 1920 — Sudafrica
- Rhaeboctesis secundus Tucker, 1920 — Sudafrica
- Rhaeboctesis transvaalensis Tucker, 1920 — Sudafrica
- Rhaeboctesis trinotatus Tucker, 1920 — Sudafrica

## Sagana
Sagana Thorell, 1875
- Sagana rutilans Thorell, 1875 — dall'Europa alla Georgia

## Scotina
Scotina Menge, 1873
- Scotina celans (Blackwall, 1841) — Europa, Algeria, Russia
- Scotina gracilipes (Blackwall, 1859) — Europa
- Scotina occulta Kritscher, 1996 — Malta
- Scotina palliardii (L. Koch, 1881) — Europa, Russia

## Sesieutes
Sesieutes Simon, 1897
- Sesieutes aberrans Dankittipakul & Deeleman-Reinhold, 2013 — Thailandia
- Sesieutes abruptus Dankittipakul & Deeleman-Reinhold, 2013 — Malesia
- Sesieutes apiculatus Dankittipakul & Deeleman-Reinhold, 2013 — Indonesia
- Sesieutes bifidus Dankittipakul & Deeleman-Reinhold, 2013 — Malesia
- Sesieutes borneensis Deeleman-Reinhold, 2001 — Borneo, Celebes, Filippine
- Sesieutes bulbosus Deeleman-Reinhold, 2001 — Borneo
- Sesieutes emancipatus Deeleman-Reinhold, 2001 — Malaysia
- Sesieutes longyangensis Zhao & Peng, 2013 — Cina
- Sesieutes lucens Simon, 1897 — Singapore
- Sesieutes minor Deeleman-Reinhold, 2001 — Borneo
- Sesieutes minuatus Dankittipakul & Deeleman-Reinhold, 2013 — Thailandia
- Sesieutes nitens Deeleman-Reinhold, 2001 — Giava, Sumatra
- Sesieutes scrobiculatus Deeleman-Reinhold, 2001 — Sumatra

## Sphingius
Sphingius Thorell, 1890
- Sphingius barkudensis Gravely, 1931 — Bangladesh, India
- Sphingius bifurcatus Dankittipakul, Tavano & Singtripop, 2011 — Thailandia, Malesia
- Sphingius bilineatus Simon, 1906 — India
- Sphingius caniceps Simon, 1906 — India
- Sphingius deelemanae Zhang & Fu, 2010 — Cina
- Sphingius elongatus Dankittipakul, Tavano & Singtripop, 2011 — Thailandia
- Sphingius gothicus Deeleman-Reinhold, 2001 — Thailandia
- Sphingius gracilis (Thorell, 1895) — Birmania
- Sphingius hainan Zhang, Fu & Zhu, 2009 — Cina
- Sphingius kambakamensis Gravely, 1931 — India
- Sphingius longipes Gravely, 1931 — India
- Sphingius nilgiriensis Gravely, 1931 — India
- Sphingius octomaculatus Deeleman-Reinhold, 2001 — Thailandia
- Sphingius paltaensis Biswas & Biswas, 1992 — India
- Sphingius penicillus Deeleman-Reinhold, 2001 — Thailandia
- Sphingius prolixus Dankittipakul, Tavano & Singtripop, 2011 — Thailandia
- Sphingius punctatus Deeleman-Reinhold, 2001 — dalla Thailandia alle Piccole Isole della Sonda
- Sphingius rama Dankittipakul, Tavano & Singtripop, 2011 — Thailandia
- Sphingius scrobiculatus Thorell, 1897 — Myanmar
- Sphingius scutatus Simon, 1897 — Sri Lanka
- Sphingius songi Deeleman-Reinhold, 2001 — Thailandia
- Sphingius spinosus Dankittipakul, Tavano & Singtripop, 2011 — Thailandia, Malesia, Sumatra
- Sphingius superbus Dankittipakul, Tavano & Singtripop, 2011 — Thailandia, Malesia
- Sphingius thecatus Thorell, 1890 — Malesia
- Sphingius tristiculus Simon, 1903 — Vietnam
- Sphingius vivax (Thorell, 1897) — Birmania, Vietnam, Malesia, Filippine
- Sphingius zhangi Zhang, Fu & Zhu, 2009 — Cina

## Sudharmia
Sudharmia Deeleman-Reinhold, 2001
- Sudharmia beroni Deeleman-Reinhold, 2001 — Sumatra
- Sudharmia pongorum Deeleman-Reinhold, 2001 — Sumatra
- Sudharmia tridenticula Dankittipakul & Deeleman-Reinhold, 2012 — Sumatra

## Teutamus
Teutamus Thorell, 1890
- Teutamus andrewdavisi Deeleman-Reinhold, 2001 — Borneo
- Teutamus apiculatus Dankittipakul, Tavano & Singtripop, 2012 — Malesia
- Teutamus brachiatus Dankittipakul, Tavano & Singtripop, 2012 — Thailandia, Malesia
- Teutamus calceolatus Dankittipakul, Tavano & Singtripop, 2012 — Malesia
- Teutamus christae Ono, 2009 — Vietnam
- Teutamus deelemanae Dankittipakul, Tavano & Singtripop, 2012 — Malesia
- Teutamus fertilis Deeleman-Reinhold, 2001 — Sumatra
- Teutamus globularis Dankittipakul, Tavano & Singtripop, 2012 — Malesia
- Teutamus hirtellus Dankittipakul, Tavano & Singtripop, 2012 — Filippine
- Teutamus jambiensis Deeleman-Reinhold, 2001 — Sumatra
- Teutamus leptothecus Dankittipakul, Tavano & Singtripop, 2012 — Malesia
- Teutamus lioneli Dankittipakul, Tavano & Singtripop, 2012 — Malesia
- Teutamus orthogonus Dankittipakul, Tavano & Singtripop, 2012 — Sumatra
- Teutamus poggii Dankittipakul, Tavano & Singtripop, 2012 — Sumatra
- Teutamus politus Thorell, 1890 — Thailandia, Malesia
- Teutamus rama Dankittipakul, Tavano & Singtripop, 2012 — Thailandia, Malesia
- Teutamus rhino Deeleman-Reinhold, 2001 — Giava
- Teutamus rollardae Dankittipakul, Tavano & Singtripop, 2012 — Sumatra
- Teutamus rothorum Deeleman-Reinhold, 2001 — Giava
- Teutamus seculatus Dankittipakul, Tavano & Singtripop, 2012 — Malesia, Indonesia
- Teutamus serrulatus Dankittipakul, Tavano & Singtripop, 2012 — Malesia
- Teutamus spiralis Dankittipakul, Tavano & Singtripop, 2012 — Borneo
- Teutamus sumatranus Dankittipakul, Tavano & Singtripop, 2012 — Sumatra
- Teutamus tortuosus Dankittipakul, Tavano & Singtripop, 2012 — Sumatra
- Teutamus vittatus Deeleman-Reinhold, 2001 — Borneo

## Toxoniella
Toxoniella Warui & Jocqué, 2002
- Toxoniella rogoae Warui & Jocqué, 2002 — Kenya
- Toxoniella taitensis Warui & Jocqué, 2002 — Kenya

## Vankeeria
Vankeeria Bosselaers, 2012
- Vankeeria catoptronifera Bosselaers, 2012 — Grecia